# Locatory
Locatory.com es una empresa centrada en la aviación con sede en Vilna, Lituania, que opera un mercado global de compraventa de piezas de aeronaves comerciales, militares y aeroespaciales, activos y servicios relacionados con la aviación.
Locatory.com forma parte de Avia Solutions Group, una de las mayores empresas de ACMI (Aeronaves, Tripulación, Mantenimiento y Seguros).

## Historia
Locatory.com  se fundó en Vilna, Lituania en 2010. La empresa registró su nombre en 2015 y desde entonces ha pasado por tres cambios de marca.
En 2014, inició el proyecto Amber AI para simplificar el proceso de búsqueda de piezas de repuesto para aeronaves y servicios MRO.
En 2015, Locatory.com introdujo un sistema ERP basado en la nube para empresas de MRO conocido como Sensus MRO.
La empresa amplió sus servicios aventurándose en los servicios de envío en 2016.
En 2019, Locatory.com amplió su línea de productos para incluir soportes de motor. Invirtió 10 millones de dólares estadounidenses en el negocio de arrendamiento de soportes de motor y se asoció con AGSE para la fabricación de soportes.
Locatory.com lanzó un servicio para vendedores de existencias de piezas de repuesto, llamado Locatory Distributor.
En 2022, Locatory.com comenzó un proceso de reinicio y modernización de su mercado.
En 2023, Locatory.com se ha asociado con ERP.Aero, ERP basado en la nube para proveedores del sector aeroespacial para automatizar el listado y las actualizaciones de inventario, permitiendo a los clientes recibir solicitudes de presupuesto directamente en su módulo RFQ de ERP.Aero.

## Operaciones
Locatory.com cuenta con una base de datos mundial de piezas de aeronaves en su mercado, con 12.000 millones de piezas para aeronaves comerciales y militares. También ofrece servicios de envío.
Locatory.com cuenta con un motor basado en la IA denominado Amber AI, diseñado para simplificar el proceso de búsqueda de piezas de repuesto para aeronaves y servicios MRO.